# یوانیس خریسافیس
یوانیس خریسافیس (یونانی: Ιωάννης Χρυσάφης؛ ۱۸۷۳ – ۱۲ اکتبر ۱۹۳۲) یک ژیمناست هنری اهل یونان بود.
از افتخارات وی میتوان به کسب مدال برنز پارالل تیمی در بازی‌های المپیک تابستانی ۱۸۹۶ اشاره کرد.